# Hermann Marbler
Hermann Franz Marbler (* 23. September 1899 in Graz; † nach 1969) war ein österreichischer Fußballspieler, -schiedsrichter und -funktionär.
Nach seiner kurzen Karriere als Spieler war der städtische Beamte jahrzehntelang als Funktionär im Fußballsport tätig. Von 15. April oder 1. Mai 1940 bis zum 31. August 1943 war er Präsident des Steirischen Fußballverbandes, dem er in verschiedenen Funktionen ebenfalls viele Jahre angehörte.

## Karriere
Hermann Marbler wurde am 23. September 1899 als Sohn des Sicherheitswachmanns und späteren Polizei-Wachtmeisters Hermann Marbler und dessen Ehefrau Ursula (geb. Mesarić) auf der Adresse Münzgrabenstraße 63 in Graz geboren und am 25. September 1899 auf den Namen Hermann Franz getauft. Sein Taufpate, der später bei seiner Hochzeit auch als sein Beistand in Erscheinung trat, war der Kaufmann Franz Krisper, Vater des späteren gleichnamigen Fußballspielers des SK Sturm Graz. In seiner Kindheit und Jugend spielte Marbler Fußball und war von 1913 bis 1915 ein Jugendspieler der alten Grazer Sportvereinigung. An der Einführung des Wehrmachtsfußballsports in der Steiermark im Jahre 1918 war Marbler führend beteiligt. Nach dem Ersten Weltkrieg spielte er von 1919 bis 1920 für den Grazer AK und musste aufgrund eines Kriegsleidens auf Anraten seines Arztes seine aktive Karriere als Fußballspieler bereits mit Anfang 20 beenden. Danach war er von 1921 bis 1939 Mitglied des Schiedsrichterkollegiums des Steirischen Fußballverbands und war dabei in allen Funktionen (Schriftführer, Kassier, Bes.-Referent, Prüf.-Referent, Obmannstellvertreter und Obmann) tätig.
Nach dem Anschluss Österreichs wurde vom damals kurzzeitigen Gauleiter Sepp Helfrich ein provisorischer Leiter des Steirischen Verbandes ernannt; diese Position bekleidete Fritz Sartory, der vom Verbandsleiter Franz Ircher die Agenden übernahm. Nur wenige Tage später wurde der aus Gratkorn kommende Fußballfachwart Ludwig Fischer zum Gaufachwart für Fußball in der Steiermark ernannt und hatte damit quasi das Präsidentenamt im Verband inne. Diese Funktion übte er bis zum 15. April 1940 aus, ehe Hermann Marbler ihn um seines Amtes beerbte und daraufhin im Gaufachamt für Fußball tätig wurde. Diese Stelle bekleidete er bis zu seiner Einrückung zur Wehrmacht am 1. September 1943, als er seine Agenden an Josef Robatsch, der selbst nur wenige Monate später in den Krieg ziehen musste, übergab.
Ab 1948 war er Jugendleiter und ab 1952 Kassier im StFV. Der in seiner beruflichen Laufbahn zum Amtsrat aufgestiegene Marbler war zudem Fußballfachwart.
Im Jahr 1969 erhielt er das Sportverdienstzeichen der Steiermark in Gold für den Bereich Fußball (damals noch andere Bezeichnung). Über sein späteres Leben ist nichts Näheres bekannt. Da er 1969 noch das Sportverdienstzeichen verliehen bekam und dieses nur an lebende Personen vergeben wird, ist davon auszugehen, dass Marbler erst nach dieser Zeit verstarb.

## Privates
Am 19. September 1927, vier Tage vor seinem 28. Geburtstag, heiratete Marbler in der Kirche St. Andrä im 5. Grazer Stadtbezirk Gries Ida Sophie Piati (* 24. Dezember 1905 in Algersdorf, Eggenberg; † 26. Juli 1981). Sein Beistand war sein Taufpate Franz Krisper.
Mit 19. Juni 1939 trat Marbler aus der Kirche aus. Am 13. November 1950 wurde er wieder in die Kirche aufgenommen.